# Smederevski ŠK
Smederevski ŠK – serbski klub szachowy z siedzibą w Smederevie, mistrz kraju z 2010 roku.

## Historia
Klub został założony 5 grudnia 1931 roku. W okresie Jugosławii grał w niższych ligach. W 2008 roku klub po raz pierwszy w historii awansował do Prvej ligi Srbije. W 2009 roku zespół zajął szóste miejsce w lidze. W sezonie 2010 klub zdobył mistrzostwo kraju. Zawodnikami klubu byli wówczas m.in. Kirił Georgiew, Miloš Perunović i Danilo Milanović. W 2011 roku klub zdobył Puchar Serbii, jednak nie przystąpił do rozgrywek Prvej ligi.